# HAWKSベースボールパーク筑後
HAWKSベースボールパーク筑後（ホークスベースボールパークちくご）は、福岡県筑後市津島の筑後広域公園内にある野球場。2016年3月よりプロ野球・福岡ソフトバンクホークスが二軍・三軍・四軍の専用球場（本拠地）及び練習場等として使用している。

## 概要
2016年2月に選手寮や屋内練習場が竣工、2016年3月15日にホークススタジアム筑後が竣工。3月19日のウエスタン・リーグ公式戦・ソフトバンク対広島がこけら落としとなった。ホークススタジアム筑後第二は天然芝部分がやや遅れ6月に竣工。球団が総工費50〜60億円をかけてホークススタジアム筑後、ホークススタジアム筑後第二、屋内練習場、クラブハウス、選手寮を建設。敷地約7万1643m22、建築面積は約1万200m2、延床面積は約1万5300m2。孫正義オーナーの「一軍も練習できる場所であるべきだ」と言う考えによりファーム本拠地でありながら本格的な環境が整備され、ホークススタジアム筑後は福岡ドームと同等の広さを持つ両翼：100m、中堅122m、フェンス高さ5・8m、座席数約3000席の人工芝球場となる。座席にはフィールドシート、プレミアムシートも用意される他、バックネット裏部分はファーム球場では珍しく全席指定席となる。球場の最高高さは16・2m。そして従来の雁の巣球場（両翼：98m、中堅：122m、フェンス高さ3・0m、座席数458席・芝生席）には無かったナイター照明はホークススタジアム筑後に完備されている。
屋内練習場は65m×65m・屋根高さ23・0m・防球ネット18・0m・延べ5806m2と従来の西戸崎（50m×50m）より広く、バッティングマシーンは4レーン設置される。そのうち2レーンは自動で打った球がマシンへ戻るバッティングセンター仕様。合宿寮は延べ1924m2の3階建てで42人宿泊可能で練習に訪れた一軍選手の宿泊も想定している。クラブハウスは延べ2070m2で100人分のロッカーを設置し、トレーニング用小型流水プールも設置される。その他構想段階のもので孫オーナーのアイデアで科学的な練習の導入や、ファンサービス面でアトラクション設備の導入が検討されている。2014年9月29日に開かれた地元説明会において駐車場は一般来客用240台(後に300台へ計画変更）＋関係者用120台＋大型バス用5台分のスペースが整備され、その他に売店も設置される。
浸水想定区域に建設されているため用地造成時に60cmの嵩上げが行われている。降雨対策としては1時間に50ミリの雨でも対応できる吸収力の高い人工芝をメーン球場に利用、800t＋1000tの調整池も地下に設置する予定。球場建設に合わせて最寄り駅となる筑後船小屋駅周辺道路の拡張工事も進められており、こちらは「ホークス公園通り」と命名されている。
2016年は53試合が行われ11万737人が観戦に訪れた。これは当初見込みの8万人を大きく上回り、そのうち12試合では満席となる順調な滑り出しとなった。アンケートによると市外からの観客が8割を占め、そのうち25％は初めて筑後市を訪れたという高い集客効果が現れている。
交通アクセスは筑後船小屋駅が徒歩3分の位置に隣接しており、自動車では九州自動車道・八女ICから約5キロの位置にあり、福岡市内からは約1時間ほどでアクセスが可能となっている。その一方、雁ノ巣時代に比べて福岡ドームとの距離が大きく広がったことや、球場周辺に飲食店などの施設がほとんど存在しないことから選手からは不満も生じており、2017年シーズンの契約更改では主力選手から改善を訴える声も出ている。

## 名称
名称決定まではファーム本拠地球場（仮称）で事業が推進されていたが、2015年9月29日本拠地の施設名称「HAWKSベースボールパーク筑後」、メインスタジアムの名称「ホークススタジアム筑後」（ホークススタジアムちくご）、サブグラウンドの名称「ホークススタジアム筑後第二」（ホークススタジアムちくごだいに）と決定した。「HAWKSベースボールパーク筑後」の商標は2015年7月21日福岡ソフトバンクホークスにより出願されている。なおメインスタジアムについては筑後市発祥の大手住宅会社・タマホームが命名権を取得し、「タマホーム スタジアム筑後」（タマホーム スタジアムちくご、略称：タマスタ筑後）の愛称で使用される。

## 球場概要

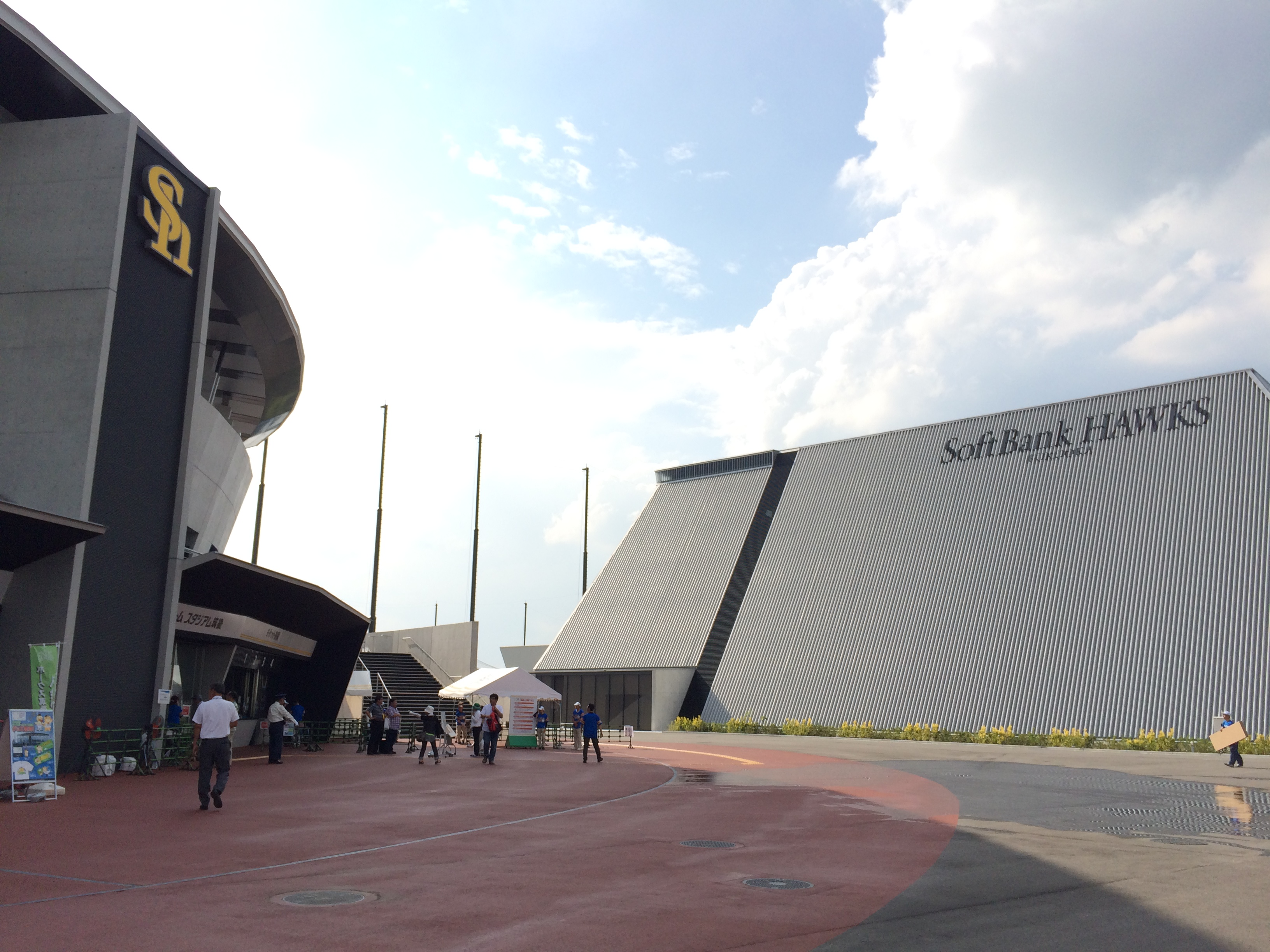
メイン球場と屋内練習場

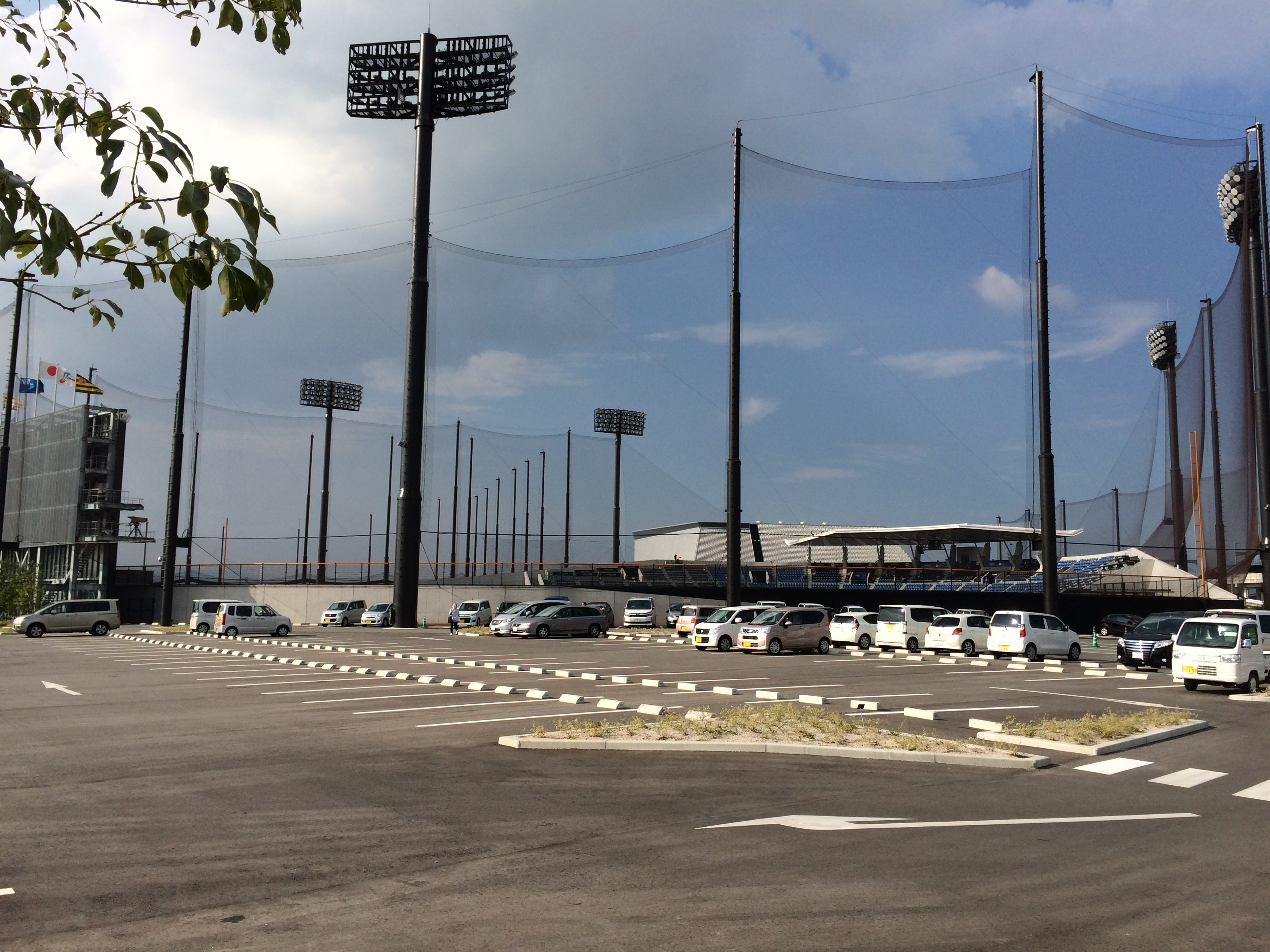
駐車場よりグラウンドを望む

### ホークススタジアム筑後（全体）
- 敷地面積：71,643.85m2（21,654.48坪）
- 建築面積：11,898.18m2（3,599.18坪）
- 延床面積：15,612.66m2（4,722.81坪）
- 構造・階数：RC造 3F　軒高：22.7m　最高高さ：23.2m　掘削深さ：3.1m
  - （メインスタジアム：16.6m、室内練習場：23.2m、寮：11.4m）
- 仕上概要
  - 外壁：化粧打放しコンクリート、撥水材+クリア塗装
  - 内部：ゴムタイル、化粧打放、クロス貼、塗装、岩綿吸音板、クロス
  - 設備：受変電、給排水、スコアーボード、ナイター照明、ELV1基
  - 体育施設：防球ネット、ラバーフェンス、人工・天然芝、クレイ舗装[17]

### メイン球場（タマホーム スタジアム筑後）
- グラウンド面積：約1.3ヘクタール
- 両翼：100m、中堅：122m
- 内野：外野：人工芝
- スコアボード：LEDビジョン（PayPayドームとほぼ同じもので、動画可能。スコアは9回まで。10回以後は1イニングスずつずらして継ぎ足し）
- ナイター照明：6基
- 収容人員：3,113人
  - 内訳
    - フィールドシート　196人
    - MIZUHOプレミアムシート　361人
    - 内野指定席　1284人
    - 内野自由席　1144人
    - グループシート（5人1組）　110人
    - 車いすゾーン　6人+付添人席12人

※外野席はなし

### ホークススタジアム筑後第二（サブ球場）
- グラウンド面積：約1・3ヘクタール
- 両翼：100m　中堅：120m
- 内野：土、外野：天然芝
- スコアボード：あり（チーム名、イニング、カウント表示のみ）
- ナイター照明：なし
- 収容人員：70（バックネット裏のみ）

### 屋内練習場
- 施設面積：延べ5806m2（65m×65m）
- 屋根高さ：23・0m
- 防球ネット高さ：18・0m
- バッティングマシン：4レーン
- ブルペン：6カ所

### 合宿寮
- 施設面積：延べ1924m2
- 階建：3階建て
- 宿泊可能人数：42人

### クラブハウス
- 施設面積：延べ2070m2
- 設備：トレーニング用流水プール
- ロッカー：100人分

### その他施設
- 駐車場：一般用300台、関係者用120台、大型バス用5台
- 売店（ファン's テラス）

## 建設までの経緯
当時本拠地として使用していた福岡市雁の巣レクリエーションセンター野球場は国有地の上に福岡市の施設が建ち、環境省所管の一般財団法人公園財団が指定管理者となっているために権利関係が複雑になっており、球団の手で老朽化対策の設備改修や売店拡張といった対応が困難であった。また西戸崎合宿所（室内練習場、選手寮）は雁の巣と約7キロ離れて往来に不便な事や近隣に住宅地や老人ホームがあり騒音問題への配慮で夜間に自主練習が行えず、一般客用の駐車場スペースがなく見学客の周辺への駐車問題等の課題を抱えていた。さらにソフトバンクホークスは2011年のシーズンより3軍制を導入したが、手狭で福工大や春日、小郡といった福岡県内の外部野球場を借りてしのぐ状態となり、サブグラウンドが望まれることからファーム本拠地を移転する構想が浮上した。
福岡市側は「集客効果は福岡市が一番条件がそろっている」と引き留めに自信を見せていたが2013年8月2日移転先候補地の募集が行われた。
| 利用可能面積     | おおむね40,000〜60,000m2（12,100〜18,150坪）の土地 可能な限り分割がされていない土地 |
| 立地条件         | 福岡ドームをはじめとする既存球団施設からの移動にかかる所要時間および、土地へのアクセスの利便性 高速道路の最寄りICからおおむね20分圏内であること 鉄道の最寄駅からの交通手段が確保できること |
| 土地の状況       | 造成済または、粗造成済の平坦な更地 |
| 土地利用可能期間 | 2015年秋を目処として竣工し、その後の数ヶ月間の試用期間を経た後、2016年シーズンからの本格使用が見込まれること 20年以上継続して利用可能な土地                                                |
| 賃貸の可否       | 賃貸契約が可能（もしくは検討が可能であること） |
| 提案者の要件     | 土地の所在する地方自治体（但し、当該地方自治体の所有する土地に限定しない） |

これに呼応して5県34自治体（福岡県北九州市、福岡市、筑後市、宮若市、大牟田市、飯塚市、八女市、小郡市、筑紫野市、宗像市、古賀市、福津市、うきは市、嘉麻市、朝倉市、糸島市、那珂川町（現・那珂川市）、志免町、須恵町、久山町、粕屋町、遠賀町、苅田町、小竹町、鞍手町、佐賀県唐津市、多久市、嬉野市、長崎県雲仙市、熊本県荒尾市、菊池市、八代市、和水町、大分県中津市）が名乗りを上げ誘致合戦となったが、9月25日の一次審査で北九州市の門司競輪場跡地、福岡市のアイランドシティ、筑後市の筑後船小屋駅および筑後広域公園隣接地、宮若市のノリタケ工場跡地の4市に絞りこまれた のち、2013年12月25日筑後市が選定され、2014年3月27日調印式が行われた。
土地はタマホームや民有地を筑後市が10億円で買い取り、球団側に20年間無償貸与される。4億5千万円かけて土地を造成した上に、ソフトバンクが総工費50〜60億を負担して施設を建設する。なおタマホームは誘致のためにホテル建設に意欲を見せるとともに、5ヘクタールの所有地を市へ無償貸与する申し出を行っているが、また貸しを避けるために筑後市が買い取る運びとなった。
2014年12月筑後市とソフトバンクホークス間で賃貸契約が締結された。

## 交通

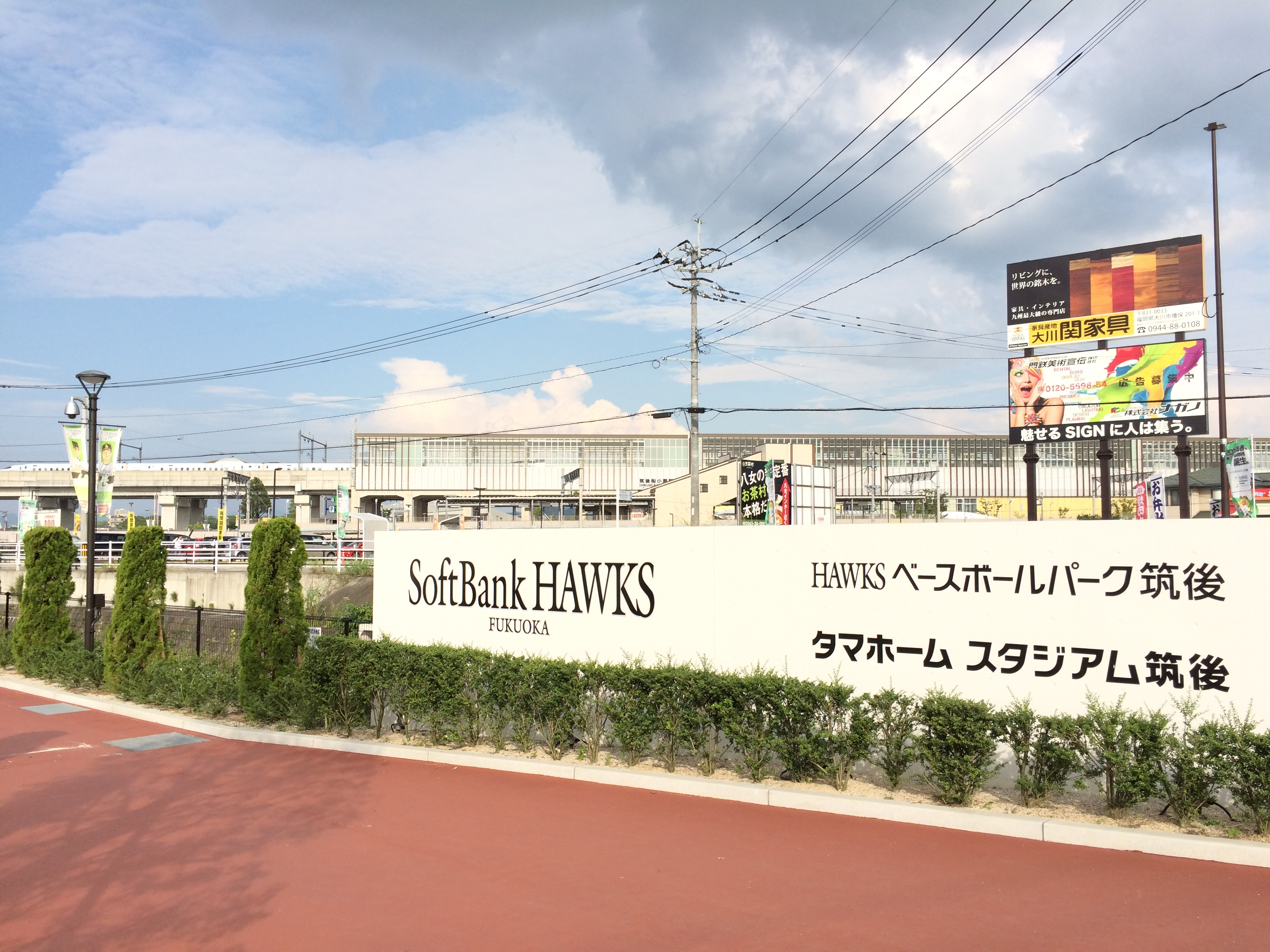
入口より筑後船小屋駅を撮影
（背後を新幹線が通過している）

- JR九州新幹線・鹿児島本線筑後船小屋駅より徒歩3分、または羽犬塚駅より徒歩40分
- 九州自動車道八女ICより車で9分、またはみやま柳川ICより車で10分
- 八女インター高速バスストップよりタクシーで9分、または堀川バス羽矢線10分で羽犬塚駅を経由し電車で4分
  - 高速バスフェニックス号（各停のみ）（西鉄天神高速バスターミナル〜久留米バスストップ〜八女バスストップ〜八代バスストップ〜宮崎駅）
  - 高速バスごかせ号（博多バスターミナル〜久留米バスストップ〜八女バスストップ〜山都町〜高千穂バスセンター〜延岡駅前バスセンター）
  - 高速バスひのくに号（植木IC経由）（博多バスターミナル〜広川バスストップ〜八女バスストップ〜植木IC〜桜町BT）
  - 高速バスひのくに号（各停）（福岡空港〜広川バスストップ〜八女バスストップ〜瀬高バスストップ〜桜町BT）
  - 高速バス福岡空港 - 大牟田・荒尾線（福岡空港〜広川バスストップ〜八女バスストップ〜瀬高バスストップ〜大牟田駅〜荒尾駅）
  - 高速バス桜島号（博多バスターミナル〜久留米バスストップ〜八女バスストップ〜鹿児島空港南バスストップ〜鹿児島本港〈高速船ターミナル〉）
- 西鉄バス久留米50系統・羽犬塚-久留米「筑後船小屋駅前バス停」より徒歩数分

## 周辺
- 筑後船小屋駅
- 筑後広域公園
- 船小屋温泉
- 西鉄バス久留米・筑後車庫
- ゆめモール筑後